# Nowa Synagoga w Poznaniu (ul. Żydowska)
Nowa Synagoga w Poznaniu (niem. Neue Betschule) – nieistniejąca obecnie synagoga, wchodząca, wraz ze Starą Synagogą i Synagogą Nehemiasza, w skład zespołu trzech gminnych synagog przy ulicy Żydowskiej w Poznaniu.

## Historia
Budowę Nowej Synagogi datuje się na okres świetności poznańskiej gminy żydowskiej przypadający na koniec XVI i pierwszą połowę XVII wieku. Odznaczał się on przede wszystkim gwałtownym wzrostem liczby ludności żydowskiej w Polsce, która w tym czasie stała się jednym z największych skupisk Żydów w Europie. Liczebność poznańskiej gminy żydowskiej w końcu XVI wieku szacowana jest na 1500 osób. Pośrednią przyczyną budowy nowej bożnicy był pożar Poznania w 1590 roku, który strawił większą część, wtedy drewnianej, dzielnicy żydowskiej. W czasie odbudowy w formach murowanych pojawiła się okazja na budowę nowej bożnicy. Z Lustracji domów chrześcijańskich i pomieszczeń zajętych przez Żydów wbrew ugodzie przeprowadzonej 14 lutego 1618 roku wynika, że synagoga była już w tym czasie ukończona.
Świątynię ulokowano, podobnie jak Starą Synagogę, w podwórzu kamienic mieszkalnych przy ulicy Żydowskiej 17–20. Przylegała ona swoją południową ścianą do północnej ściany babińca Starej Synagogi. Nieuniknionymi elementami historii zabudowy poznańskiej dzielnicy żydowskiej były liczne powodzie i pożary. Pierwszy z nich wybuchł 16 marca 1717 roku we wnętrzu Nowej Synagogi i strawił większość przechowywanych w niej ksiąg i dokumentów. W 1735 roku, do jej północno-wschodniego narożnika dobudowano Synagogę Nehemiasza. Rok później, w 1736 roku, na skutek ulewnych deszczów Warta wystąpiła ze swojego koryta i zalała znaczną część miasta, w tym zespół trzech synagog i 34 domy mieszkalne przy ulicy Żydowskiej. Prawie 30 lat później, w 1764 roku, zespół synagog i 76 domów żydowskich uległo zniszczeniu podczas wielkiego pożaru miasta.
Kolejny pożar miasta z 1803 roku poważnie zniszczył Starą i Nową Synagogę. Wyremontowane zostały dopiero w 1858 roku. Zabezpieczono wtedy pękające mury i stropy, wymieniono podłogę, skierowano ławki na wschód i zamontowano oświetlenie gazowe. Mimo to, w 1880 roku Policja Budowlana planowała zamknięcie obu bożnic. By temu zapobiec, gmina ponownie przeprowadziła remont w latach 1883–1884.
Ze względu na stan techniczny zespołu trzech synagog przy ulicy Żydowskiej, mimo przeprowadzanych remontów, gmina w latach 80. XIX wieku zaczęła rozważać budowę nowej ortodoksyjnej synagogi. Wzięto wtedy pod uwagę parcelę pomiędzy ulicą Stawną a Małymi Garbarami, zajętą wówczas przez Szpital dla Ubogich im. Salomona Beniamina Latza i szkołę miejską. W wyniku umowy z 1904 roku dokonano zamiany parceli, tak że fundacja szpitala otrzymała parcele zajmowane przez zespół synagog, a gmina zobowiązała się do ich rozbiórki w miesiąc po poświęceniu nowej. 5 września 1907 poświęcono nową synagogę, trzy synagogi zaczęto sukcesywnie rozbierać od 1908 roku, a rok później, 15 grudnia 1909, przy ulicy Żydowskiej 15/18 otwarto Schronisko dla Starców i Zniedołężniałych im. Salomona Beniamina Latza.

## Architektura
Projekt architektoniczny bożnicy został oparty, z niewielkimi zmianami, na układzie przestrzennym przylegającej do niej Starej Synagogi. Od północy, do sali męskiej przylegał dwukondygnacyjny babiniec, natomiast, ze względu na ciasnotę zabudowy parceli, zrezygnowano z przedsionka. Decyzja ta odbiła się na przebiegu ciągu komunikacyjnego, który przeprowadzono przez pomieszczenia Starej Synagogi. Takie rozwiązanie nie było rzadkie w gęsto zabudowanych dzielnicach żydowskich europejskich miast. Prostokątna sala główna była nieco wyższa i szersza od analogicznej w starszej bożnicy i przekryta dwuprzęsłowym sklepieniem krzyżowym lub krzyżowo-żebrowym. Połączenie pomieszczeń dla kobiet z salą główną przebiegało dwoma rzędami prostokątnych otworów zamkniętych łukami odcinkowymi w górnej i dolnej części ściany północnej. Dachy sali męskiej i babińca przekryto samodzielnymi dachami dwuspadowymi na wzór Starej Synagogi.
Po pożarze Starej i Nowej synagogi wymagały one gruntownego remontu. Dlatego w latach 1883–1884, za sumę 70 000 marek, zmieniono układ pomieszczeń dla kobiet: w zachodnich częściach sal głównych wybudowano empory, na które prowadziła klatka schodowa powstała po przebudowie dawnego babińca Starej Synagogi. Zamurowano wtedy niepotrzebne już ostrołukowe okna dawnego babińca, podwyższono poziom podłóg w obu świątyniach do poziomu gruntu i przebito nowe otwory drzwiowe we wschodnich i południowych ścianach budynków. W międzyczasie wyburzono również dwie frontowe kamienice (Żydowska 15 i 16). Zmianom uległy również dawne, dwuspadowe dachy: przebudowano je na płaskie i pokryto blachą cynkową, a elewacje ujednolicono do nowych, neoromańskich form przypominających fasadę budowanej w tym okresie w Poznaniu Synagogi Stowarzyszenia Przyjaciół Dobroczynności.